# Antanaclase
L'antanaclase (substantif féminin), du grec anti (contre) et anaklasis (répercussion), est une figure de style qui consiste en une répétition d'un mot ou d'une expression en lui donnant une autre signification également reçue mais toujours de sens propre. C'est une figure de la polysémie qui vise un effet humoristique, proche du jeu de mots. Elle est très proche de la paronomase et surtout de la syllepse de sens. Il existe l'antanaclase elliptique (proche du zeugma) qui est une tournure de phrase dans laquelle un mot est utilisé une seule fois (elliptique) mais avec deux sens différents. L'annomination est une variante de l'antanaclase.

## Exemples
- Antanaclase classique :
  - « Le cœur a ses raisons que la raison ne connaît point. » (Blaise Pascal, Pensées) ; c'est également une diaphore. L'antanaclase entretient ici une relation d'homonymie (la première occurrence de raison renvoie à la motivation, la seconde à l'entendement).
  - « Aujourd’hui Perpétue et Félicité jouissent d’une perpétuelle félicité » (Saint Augustin) ; transformation du nom propre en nom commun (annomination)
  - « Pas une prise de guerre, plutôt des prises d'otages[1] » (François Baroin à propos des entrées au gouvernement de deux membres du parti Les Républicains, Bruno Le Maire et Gérald Darmanin en 2017) ; l'antanaclase porte sur deux métaphores

- Antanaclase elliptique :
  - « Les chansons sont comme la guillotine ; elles coupent indifféremment, aujourd'hui cette tête-ci, demain celle-là. Ce n'est qu'une variante. » (Victor Hugo, Les Misérables, tome 3, livre 3, chapitre 1)
  - « La culture, c'est comme la confiture, moins on en a, plus on l'étale. »
  - « Les étudiants, c'est comme le linge, quand il fait beau, ça sèche. »
  - « L'intelligence, c'est comme les parachutes, quand on n'en a pas, on s'écrase. » (Pierre Desproges)
  - « Les gardiens de la paix, au lieu de la garder, ils feraient mieux de nous la foutre. » (Coluche)
  - « C'était sale au sens propre. »
  - « - La révolution est comme une bicyclette : quand elle n'avance plus, elle tombe. - Eddy Merckx ! - Non, Che Guevara. » (dialogue entamé par Slimane dans le film Rabbi Jacob)

## Définition

### Définition linguistique
L'antanaclase opère une transformation morpho-syntaxique de type homophonique ou polysémique de répétition à l'identique. C'est un jeu de mots sur deux homophones qui ne sont pas synonymes. Elle porte sur le sens propre des mots, contrairement à une autre figure similaire, la syllepse, qui porte elle sur les sens propres et figurés (exemple : feu et amour). À l'origine « antanaclase » désignait la répétition d'un mot, mais dans des sens opposés. L'acception s'est ensuite élargie pour englober la notion de polysémie des mots formant la figure.

### Définition stylistique
La figure vise des effets humoristiques et sarcastiques cherchant à ridiculiser ou à désarmer les arguments adverses le plus souvent. Elle peut chercher aussi, en jouant sur l'homonymie, à créer des analogies entre les mots mis en relation. L'antanaclase est historiquement une figure oratoire qui consiste à répéter les mots de l'interlocuteur dans un sens opposé ou différent. L'effet recherché en rhétorique est donc la feinte argumentative.

### Genres concernés
La figure concerne tous les genres littéraires avec une fonction privilégiée pour les discours, les oraisons et les argumentations (pour son acceptation rhétorique). La poésie y a recours pour générer des jeux de mots humoristiques ou créer des analogies.

## Historique de la notion
Quintillien est le premier à évoquer l'antanaclase qu'il dit être la « figure voisine (de la paronomase) ».
Henri Morier rapproche lui l'antanaclase de la polysémie et montre que le refrain est un type d'antanaclase : « la répétition du refrain, sous un éclairage qui change constamment avec le sens, n’est qu’une application raffinée de l’antanaclase » (voir bibliographie).

### Figures proches
- Hyperonymes : polysémie
- Hyponymes : paronomase